# 21674 Renaldowebb
21674 Renaldowebb è un asteroide della fascia principale. Scoperto nel 1999, presenta un'orbita caratterizzata da un semiasse maggiore pari a 2,6238065 UA e da un'eccentricità di 0,1352375, inclinata di 15,55573° rispetto all'eclittica.